# 韶山8型电力机车
韶山8型电力机车（SS8）是中國鐵路使用的電力機車車型之一，由株洲电力机车厂与株洲电力机车研究所共同研制。韶山8型电力机车是四轴准高速干线客运电力机车，是中国第八个五年计划（“八五”）重点科技攻关项目，原设计是用于广深准高速铁路的电力机车，后成为用于中国干线铁路牵引提速旅客列车的主型机车。机车最大运行速度为170公里/小时，最高试验速度达到240公里/小时。

## 发展历史

### 背景
1989年，中华人民共和国铁道部、中国铁道科学研究院和广州铁路局组成的联合专家组，对广深线旅客列车最高速度提高到160公里/小时进行了前期可行性研究。1990年，铁道部发布《铁计【1990】1号文》，正式将“广深铁路实现旅客列车最高速度160km/h的技术方案研究”列入1990年铁道部科学技术发展项目。同年，铁道部以《铁科技函【1990】474号文》下达了《广深线准高速铁路科研攻关及试验计划的通知》，至此，广深铁路准高速机车车辆、线路工程、信号系统、速度分级控制及安全评估试验等15重点技术攻关研究计划开始全面执行，并将韶山8型准高速电力机车以及东风11型准高速柴油机车、25Z型准高速双层客车、25Z型准高速客车、准高速旅客列车速度分级控制、旅客列车移动电话系统，准高速铁路接触网及受流技术等专题列入“八五”国家科技攻关计划。
1991年，铁道部以《铁科技函【1991】98号》文件下达“关于广深线准高速SS8型电力机车设计任务书的要求”，由株洲电力机车厂与株洲电力机车研究所共同设计，新型准高速电力机车定型为韶山8型电力机车，车型代号SS8。后根据广深铁路的实际要求，于1993年在韶山8型机车技术设计审查会上对设计任务书的细节进行了修正。1993年9月底，根据“客运电力机车转向架研讨会”的要求，经再次修正确定设计指标，机车功率从3200千瓦提高到3600千瓦。

### 研制
根据铁道部下达的设计任务书要求，株洲所和株机厂于1993年10月至1994年6月，先后完成了机车总体、转向架、电器、空气管路系统、牵引电机等方面的设计工作；1994年7月开始试制，1995年2月首两台韶山8型机车样车（SS8 0001、0002）竣工，1995年5月赴广铁集团韶关机务段考核运行（兩台機車在是次考核當中，行走里數一共為20萬公里），1995年8月正式投入牵引旅客列车。两台样车以韶山5型电力机车作为原型基础，采用Bo-Bo轴式以及应用有补偿绕组六极串励直流（脉流）牵引电动机，电机功率为800千瓦，机车持续功率3,200千瓦。1996年4月至5月，株机所及株机厂按照设计要求，设计新的900千瓦牵引电机和轮对空心轴转向架，并对0001、0002号两台机车进行重大技术改造，改为采用ZD115型900千瓦脉流牵引电动机和轮对空心轴传动结构转向架，持续功率提升至3,600千瓦，满足最高运营速度170公里/小时的要求。

### 试验

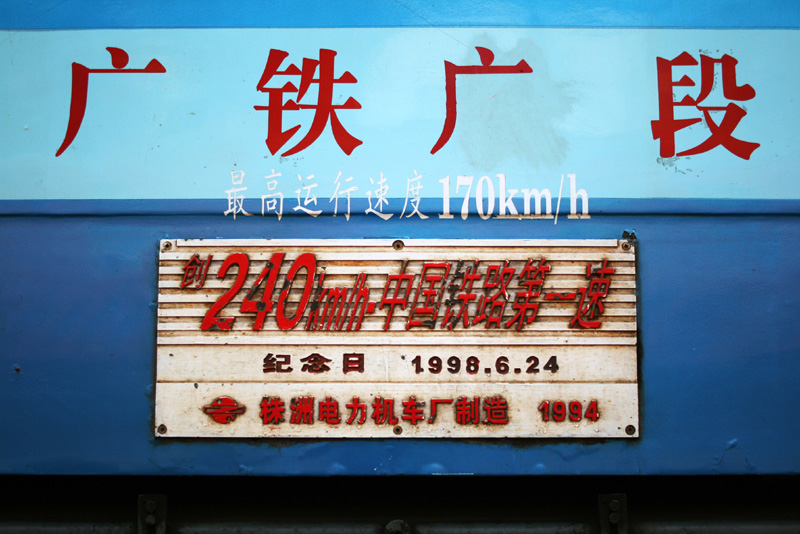
配属广州机务段的韶山8型电力机车第0001号上的“中国铁路第一速”铭牌，已於2018年7月5日遭移除。

1996年5月至10月期间，经改造后的韶山8型电力机车在铁科院北京环行铁道试验基地进行了型式试验，完成机车称重、受电弓特性、运行阻力、动力学性能、制动系统等方面的测试，最高试验速度达到了187公里/小时。1996年11月，韶山8型电力机车在京广铁路郑武段（郑州—漯河—武汉）间提速试验和动力学性能试验时，正线最高试验速度达到185.3公里/小时，创下当时中国铁路既有线最高运行速度。
1997年1月5日，在铁科院北京环行铁道试验基地进行中国铁路首次时速200公里以上的高速综合试验，由韶山8型机车牵引南京浦镇车辆厂研制的25Z型双层客车，创造了最高试验速度212.6公里/小时的记录，创造了当时的“中国铁路第一速”，时任铁道部副部长傅志寰亦参与了这次试验。1998年6月24日，SS8 0001机车于京广铁路许昌至小商桥区段的实验中达到240公里/小时的速度记录，创下了当时的“中国铁路第一速”。其后这个纪录虽然在1999年被DDJ1型電力動車組打破，但韶山8型电力机车仍然是中国铁路机车中的最高速度记录保持者，直至2016年。

### 生产及改进
完成一系列的试验后，株洲电力机车厂在1996年10月至12月开始小批量生产。1997年2月，韶山8型机车通过了铁道部科技成果鉴定。由于当时广深铁路电气化提速改造工程尚未完成，因此首批35台韶山8型机车先于1997年3月交付郑州铁路局郑州机务段，担当京广铁路郑武段的客运列车牵引任务。株机厂根据机车实际运用情况，对机车存在问题进行了改进，提高了机车的可靠性，并于1997年7月正式批量生产。1998年根据《铁道部科技机函【1998】34号》文件的要求加装了DC600V列车供电装置，1999年进行机车双管供风改造。
韶山8型电力机车于2001年停产，共累计生产245台。

### 韶山8型2000系

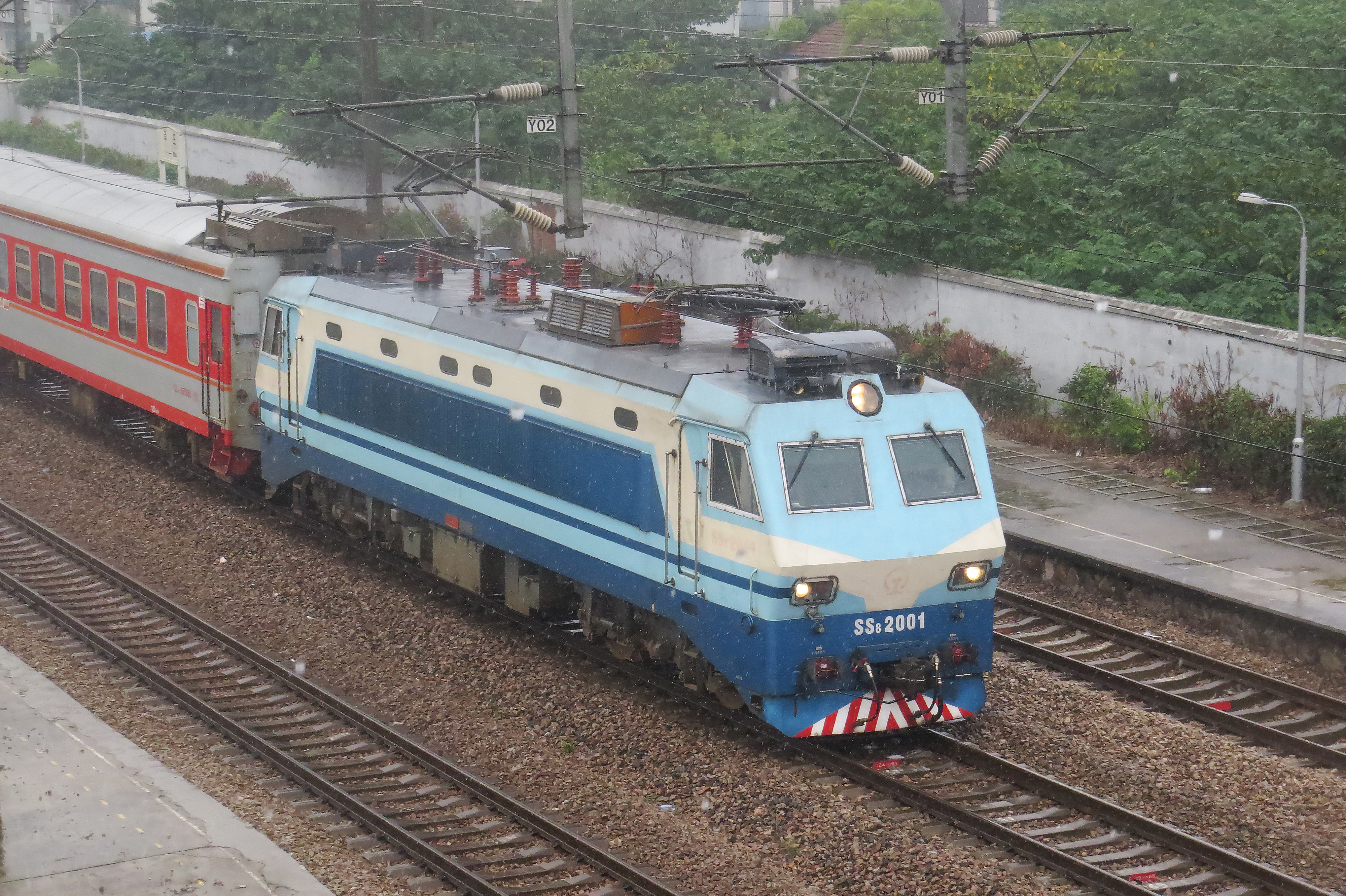
配属上海机务段(沪)的韶山8型电力机车第2001号牵引重庆北至上海南的K72次列车通过莘庄站。（2015年10月）

韶山8型机车按持续制功率3600千瓦设计，除了可以作为准高速客运机车，也容许以改变转向架或改变传动比，构成其它类型的机车。1997年，为了适应京广铁路客运提速的实际需要，同时铁道部也要求对陇海线西段（西安—郑州）电力机车重新选型，株洲厂在1997年8月提出韶山8B的方案（株机厂内部代号为SS8B，而鐵路迷稱之為SS8-II型），与大同电力机车厂的韶山7C型竞争。通过修改机车的齿轮传动比，最高速度降低到150公里/小时，但机车牵引力提高了约14%，恒功率范围向低速区偏移，以满足通过西陇海线12‰的长大坡道的需要，在1998年中生产了韶山8型2001、2002号两台试验车。1998年6月26日，株机厂与郑州铁路局合作，在陇海铁路郑州至三门峡区段进行了试验。但其试验结果不如采用Bo-Bo-Bo轴式的韶山7C型电力机车，也使株洲厂失去了在陇海线客运提速机车选型中的订单。而2001号和2002号机车也被重新改回原来最大速度170公里/小时的结构，并配属北京铁路局石家庄机务段。至2007年，这两台机车連同另外若干台普通型SS8，以及部分舊版SS9在山西完成大修後被调拨到上海铁路局上海机务段，是上局首次使用本型機車。

### 大修
本型机车大修主要由中车株机原厂保修，但亦有个別机车由中车太原机车车辆（時稱北车太原机车车辆）、中车洛阳机车有限公司，宝鸡机车检修厂（宝鸡电机段）等单位负责大修（例如广铁广段进港机车SS8 0173，曾在2006年前往山西进行大修），而该等机车车身上另加一個北车「CNR」牌号（后期改为安装中车“CRRC”牌号）。而最近一次则为2015-2016年，包括SS8 2002在內的上海铁路局SS8机车返回中车株机进行大修及翻漆车身，並於2016年2月完成。

### 封存及退役
由于新型交流传动客运机车（HXD1D、HXD3D）投入服务，並负责牵引K、T及Z次列车，因此SS8的功能预期将逐渐被上述两种干线电力机车取代，並将陆续退役，部分机车更在未除籍的情况下被封存于解体线，又或降级牵引普通旅客列车及行包货运列车，以至权充货运机车。而首辆被除籍的是郑州局集团的0012号机车，于2017年12月除籍，此前已长期处於停用状态，并于同月19日将0006、0010、0013、0014、0018、0022、0023、0026、0028、0037十辆机车除籍。及後，郑州局集团亦已于同年7月17日至8月21日，于郑州机务段郑州北运用车间内将已除籍的0006、0026、0014、0023、0028、0037六辆机车解体，充当废铁处理。而上海局集团亦于2018年尾将0046、0047、0058、0059及0082五辆机车除籍，并于同年12月30日将0046及0047由东风7G型柴油机车甲种运送至金山铁路金山卫西站解体线等待拆解（及後，其中一辆在2019年初解体；而上海局于翌年3月以招标方式将上述机车的废钢出售予回收业者，而0047則整體贈予蘇州電氣科技研究院）。南昌局集团亦在2019年1月尾招标，将已除籍的0050、0054、0055、0109、0111、0115、0116及0117八辆机车的废钢出售予回收业者，并已于2月9日开标。至于广州局集团，则于2019年11月2日拆解0065-0067三辆机车，但外壳获铁路迷购入作私人收藏；而0002亦于2019年退役，及后成为韶关机务实训基地的收藏品之一，是目前唯一一台获完整保存的退役机车。
此外，由于广州局集团广州机务段及北京局集团邯郸机务段在2018年中分别接收大批HXD1D及HXD3C新款机车，上述机务段已于同期将部分SS8送往下辖的其他运用车间，以“储备机车”名义封存但未除籍。隨着更多CR200J、復興1型電力機車及FXD3投入服務，相信SS8的重要性會大不如前。

## 技术特点

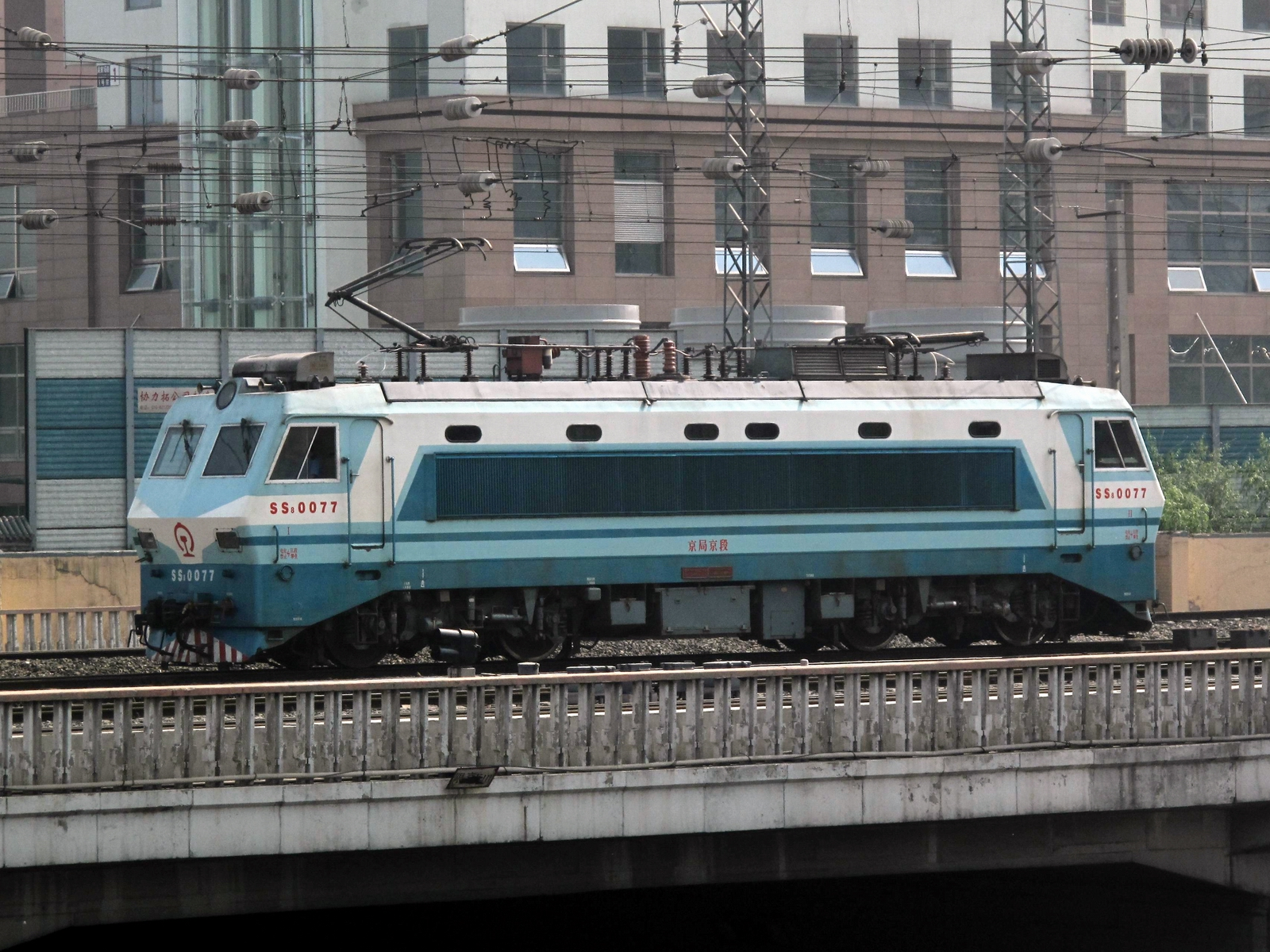
配属北京机务段的韶山8型电力机车第0077号于北京西站附近，车头顶灯为方形外观，警告字眼採用仿宋體。

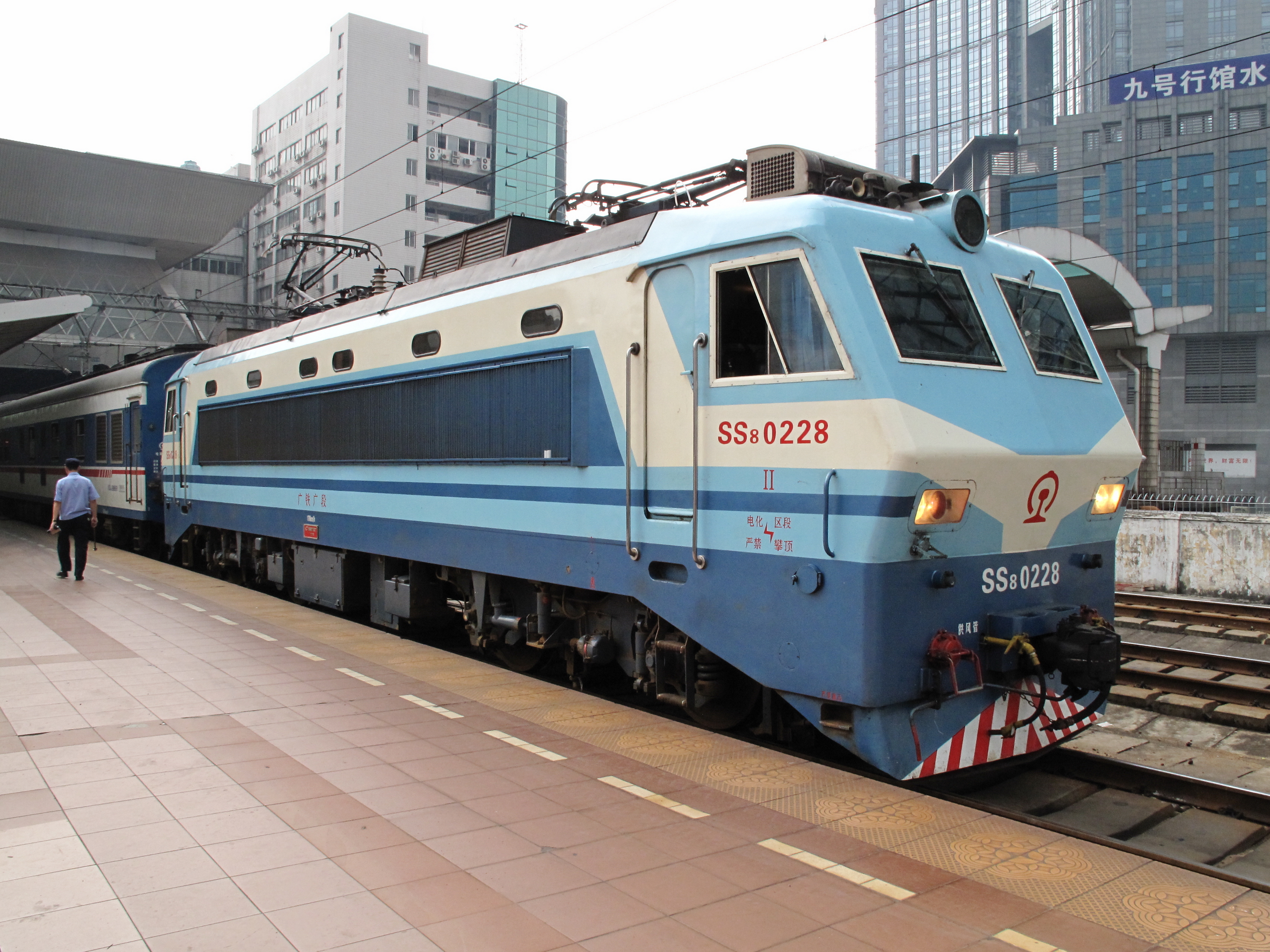
配属广州机务段的韶山8型电力机车第0228号于广州东站，采用DSA受电弓、圆形顶灯，警告字眼採用中易宋體。

### 总体布置
韶山8型电力机车是在韶山5型电力机车基础上研制的四轴准高速干线客运电力机车。机车车体采用框架式整体承载全钢焊接结构，车体蒙皮结构使用耐候钢，并使用了有限元分析法进行车体轻量化设计，韶山8型机车的车体重量从韶山5型机车的20.7吨减少到18.1吨。总体布置沿用“韶山”系列电力机车传统的双侧走廊、两端司机室，全车共分七个间隔室，中间为变压器室、然后向两侧依次为l、II端电气室，I、II端机械室，I、II端司机室。主要电器设备以机车最重设备主变压器为中央，其他设备分平面斜对称布置为主，有利于重量平衡。
两端司机室之后车顶各安装一台TSG3 630/25型（已全數更換為DSA-200型）高速受电弓（原型车早期采用西门子8WLO126-6YH59型受电弓）（通常會使用與行走方向相反的集電弓，但亦有例外），其他车顶设备包括空气断路器、高压电流互感器、高压电感互感器、避雷器等。车体底架下安装有两台转向架、两个总风缸、空气干燥器及蓄电池箱。机车采用车体自然通风方式，冷风通过机车侧墙过滤器百叶窗进入车内，经四个风道系统对牵引电动机、变压器及硅整流机组进行冷却。制动系统采用DK-1型电控空气制动机，由机车电空制动机对列车电空制动系统直接控制，以保证列车制动时的平稳性。机车持续功率3600千瓦，最高运用速度170公里/小时，机车总重88吨，轴重22吨。
为减少机车高速运行时的空气阻力，韶山8型机车头型经风洞模拟试验，司机室正面为倾斜角达26.15°的倾斜平面。首130台韶山8型电力机车驾驶室挡风玻璃面积较大，使用厚度12毫米的玻璃。但由于多次发生机车高速行驶途中玻璃被异物击中爆裂，因此由0131号机车开始，两端车窗面积改小以减少受压面积，同时采用了更高强度、厚度达21毫米的玻璃，减低机车在高速行驶期间发生玻璃碎裂的机会，顶灯也作出一些改动以减少风阻。到后来早期出厂的大车窗机车也在厂修期间被改为小车窗。另外，上述後期生產機車（包括進入東鐵線的十輛），其小車窗設計為長方型，而非早期130輛改裝車窗機車的平行四邊型。
順帶一提，以往所有本型機車近車頭位置，均漆上中易宋體或仿宋體（北京鐵路局適用）「電化區段 嚴禁攀頂」或「電化區段 禁止攀頂」（有掛牌機車使用斜體中易楷體）警告字眼；目前所有機車均改為統一漆上中易黑體或中易宋體「電化區段 嚴禁攀登」字樣（除SS8 0192最近一次上漆時，並非使用中易黑體），與和諧系列交流電機車（不包括採用中易隸書警告字眼的太原鐵路局）看齊。另外，各鐵路局本型機車所用車號、配屬局字體亦有所不同。

### 电路系统

#### 主电路
韶山8型电力机车是交—直流电传动的单相工频交流电力机车。接触网导线上的25千伏工频单相交流电电流，经受电弓经过主断路器进入机车后，输入主变压器经牵引绕组降压后，由晶闸管相控整流电路转换成直流电，供给六台分两组并联的牵引电动机，使牵引电动机产生转矩，将电能转变为机械能，经过齿轮的传递驱动轮对。机车安装一台TBQ9-5816/25型主变压器，该型变压器采用一体化结构，与平波电抗器、限流电抗器合并安装并共用冷却系统，冷却方式为强迫油循环导向风冷冷却。
机车主电路设计借鉴了6K型电力机车，采用由大功率晶闸管和二极管组成的不等分三段半控桥式相控整流电路，而非韶山5型机车的两段串联（一段半控桥和一段全控桥）相控整流电路，并取消了原来的功率因数补偿装置。在引进8K型电力机车的同时，株洲电力机车研究所也从美国西屋电气公司引进大功率半导体制造技术，被应用于韶山8型机车的晶闸管元件。为扩大机车恒功速度范围，机车可采用晶闸管分路进行无级磁场削弱，实现机车全过程无级调速。由于整流电路不设全控桥，因此机车的动态制动方式由韶山5型机车的再生制动，改为加馈电阻制动，使机车在低速区可以保持较大的制动力，制动功率为2700千瓦。
每台机车装用四台直流牵引电动机，首两台原型车初期试验时采用与韶山5型电力机车相同的ZD107型六极串励直流牵引电动机，额定功率为800千瓦，采用半叠片机座技术、全H级绝缘、电机空心轴架承式悬挂。后来批量生产的韶山8型机车均采用ZD115型牵引电动机，该型电机是采用全叠片焊接机座机构、带有补偿绕组的六极串励直流电动机，额定功率为900千瓦，绝缘等级为全H级，采用轮对空心轴三支点弹性架承式悬挂，冷却方式为强迫风冷。

#### 辅助电路
韶山8型机车的辅助电路采用单—三相交流电系统，使用旋转式劈相机为辅助电路供电，将主变压器辅助绕组供应单相交流电转换成三相交流电，车内各种辅助设备如变压器、整流装置、牵引电动机、制动电阻柜等装置的通风冷却，以及空气压缩机的驱动均采用三相交流异步电动机，电压制式为380伏三相交流电。

#### 供电电路

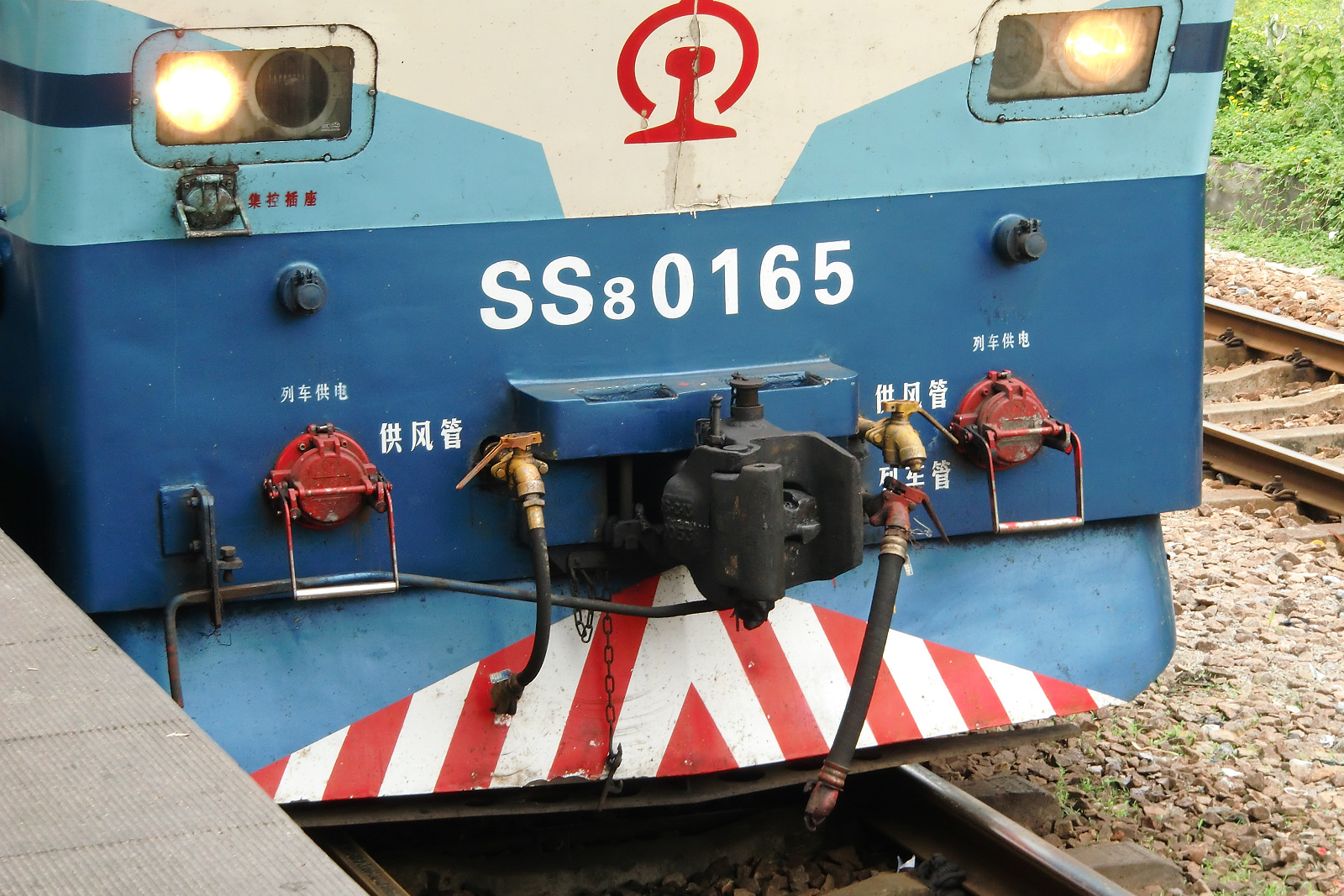
韶山8型电力机车第0165号位于车钩两侧的列车供电插座（红色）。

韶山8型电力机车并设有列车供电功能，在设计时主变压器就预留了列车供电绕组，当初期由于列车供电的条件未成熟，因此早期出厂的机车并未设有供电设备，车头下方的供电插座亦被封闭。至1998年，株洲电力机车厂成功研制了DC600V列车供电系统，并首次安装在韶山8型电力机车上及投入运用。每台机车装备了二套完全独立的列车供电系统，由主变压器供电绕组提供870伏单相交流电，经整流后输出电压600伏直流电，功率为2×400千瓦，采用机车集中整流、客车分散逆变的供电方式，向旅客列车提供空调、取暖、茶炉（熱水機）、照明等供电电源，使列车无需加挂发电车。
首列采用DC600V直供电的25K型客车自1998年10月1日起在北京西—武昌的T79/80次列车上使用，由郑州机务段的韶山8型电力机车担当牵引及供电任务，是中国铁路采用DC600V机车直供电的首次试验。自2005年开始，随着机车直供电技术成熟，配套的DC600V直供电25G型客车、25T型客车的快速普及，早期生产的韶山8型机车也加装了供电系统，至今所有韶山8型机车都配有客车供电装置。

### 控制系统

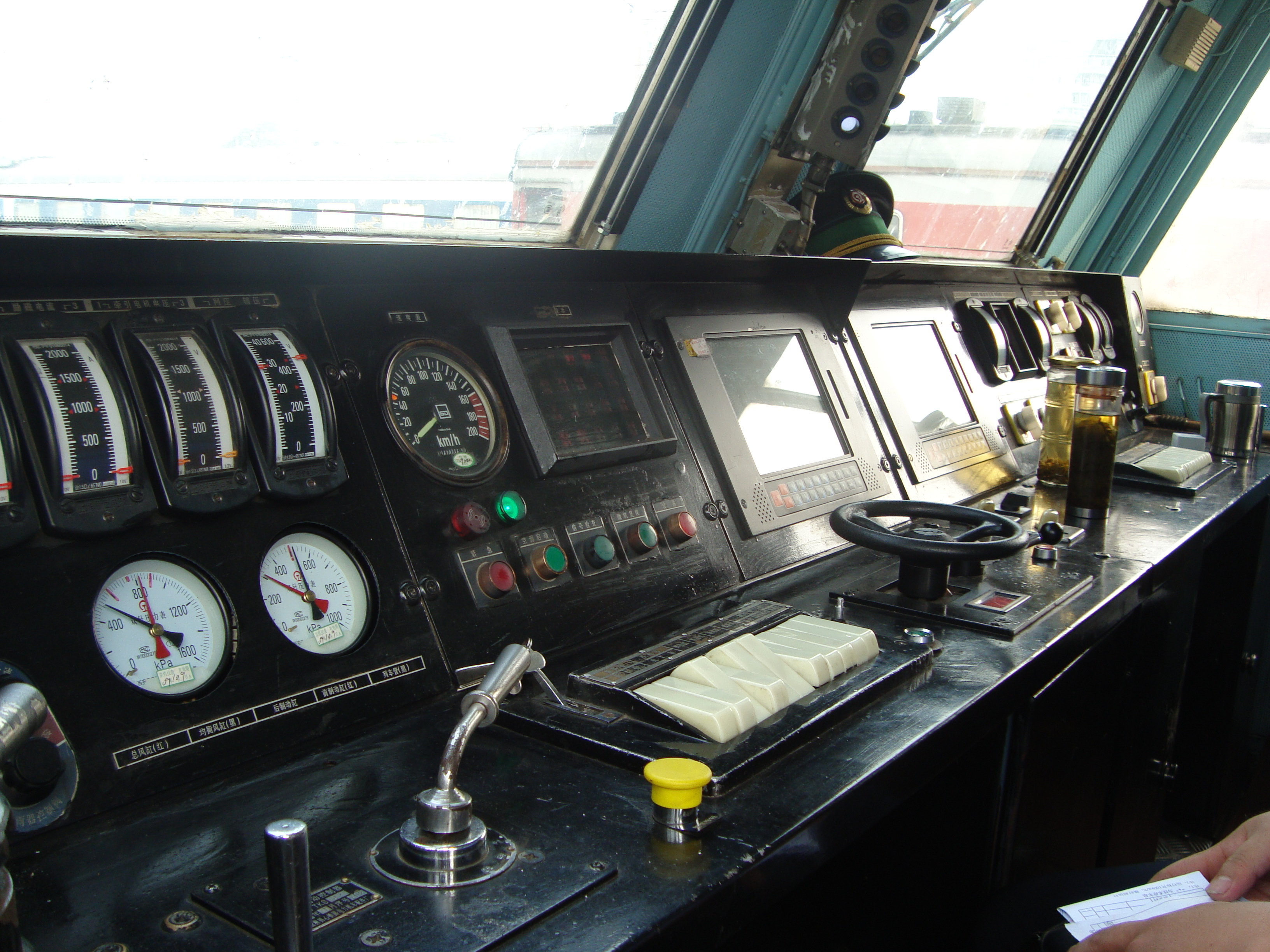
韶山8型电力机车司机室。

韶山8型电力机车采用微机控制系统取代了韶山5型机车的电子模拟控制。微机控制系统架构模仿自进口的8K、6K型机车，并根据韶山4型0038号机车的使用经验进行改进，系统由一个微机控制柜，和装在司机室操纵台上的显示屏及显示控制箱组成。控制系统具有恒流准恒速牵引特性控制、制动系统的恒制动力控制、防空转及防滑行控制、磁场削弱控制、空电联合制动控制、列车供电控制、故障诊断与故障记录等功能。
韶山8型机车在出厂时均使用电磁式继电器等作为控制装置，机车在进行大修时均会改用分布式逻辑控制单元（LCU）作为控制装置，将高低压电气柜、列车供电柜内的有触点继电器改为无触点电路，消除了传统电磁式继电器容易老化和故障的缺点，提高了机车可靠性。韶山8型0010号机车是首台大修安装LCU的车。
在指定十輛進入東鐵線的機車駕駛室內，右方的LCU屏幕上方，亦加裝了一個用來操作自動列車警報裝置的小屏幕，而車底亦裝有該系統所需的感磁器。

### 转向架

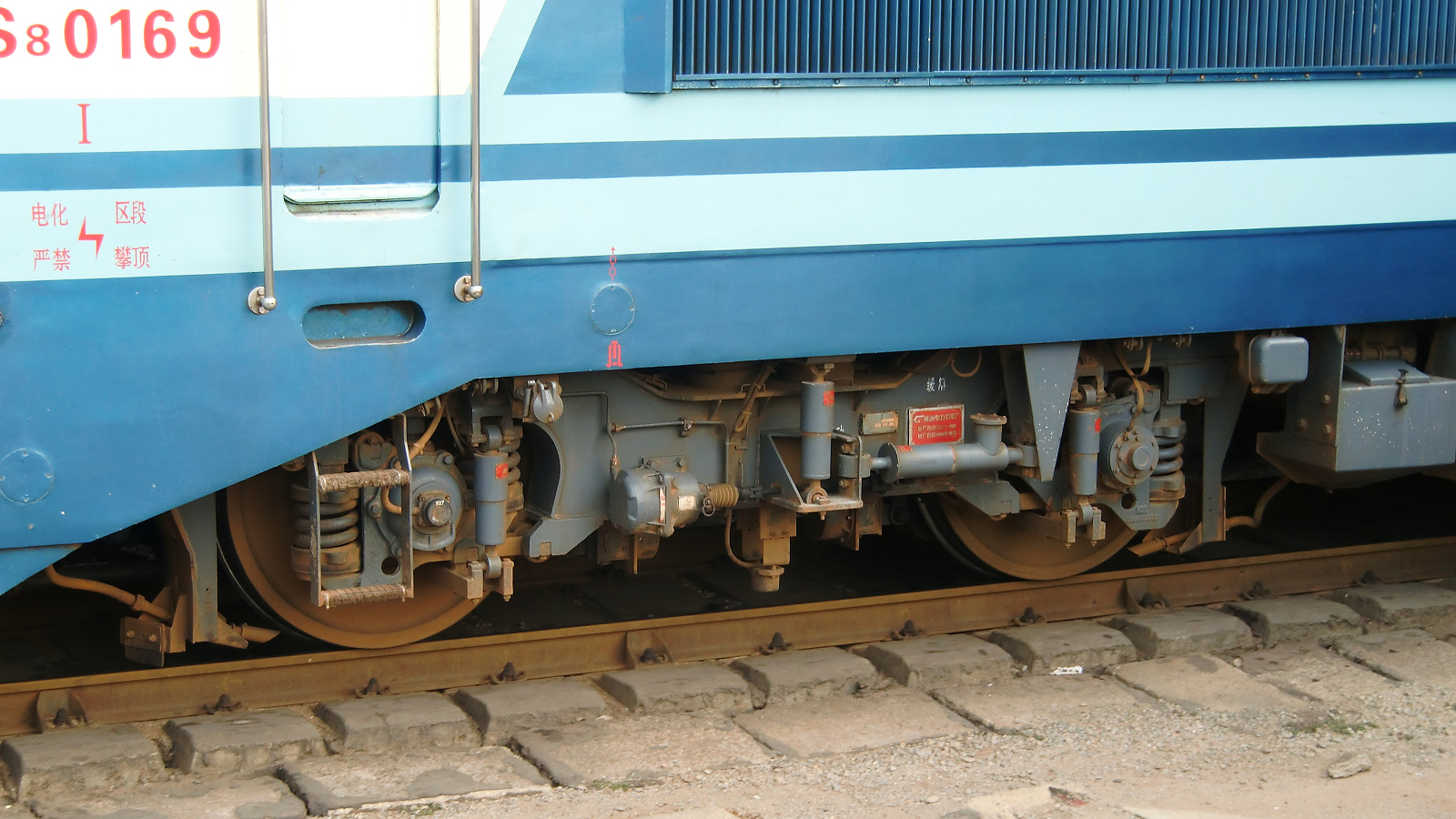
韶山8型电力机车第0169号的二轴转向架。

机车走行部为两台相同的架悬式二轴转向架。构架采用“日”字形箱形梁焊接结构，轴箱采用弹性双拉杆式定位。一系悬挂装置由螺旋圆弹簧、橡胶垫和垂向油压减振器组成；二系悬挂装置采用高柔圆弹簧及橡胶垫，车体与转向架之间并装有垂向减振器、横向减振器和抗蛇行减振器。牵引力和制动力通过转向架与车体底架间的低位中间推挽式拉杆牵引机构传递。基础制动装置采用单元式单侧双闸瓦制动器；每台转向架上设有一个仿8K型机车的停车蓄能制动装置。
首两台原型车最初仍然沿用与韶山5型电力机车相同的转向架，采用电机空心轴全悬挂驱动装置，其齿轮箱的大部分仍属簧下重量，加上轮径较大达1250毫米，这两个因素使机车的簧下重量稍大，但由于轴重较轻，因而仍然能满足在160公里/小时运行速度下的轮轨相互作用力指标。经改造后定型及批量生产的韶山8型机车，改为采用轮对空心轴六连杆弹性传动装置、单侧直齿六连杆万向节传动。牵引电动机的一端悬挂在转向架的构架上，另一端固定在轮对的空心轴套上，齿轮箱属于簧上重量，簧下重量仅为3吨，改善了机车的动力学性能。

### 集電弓與直通车/港鐵完全電氣化

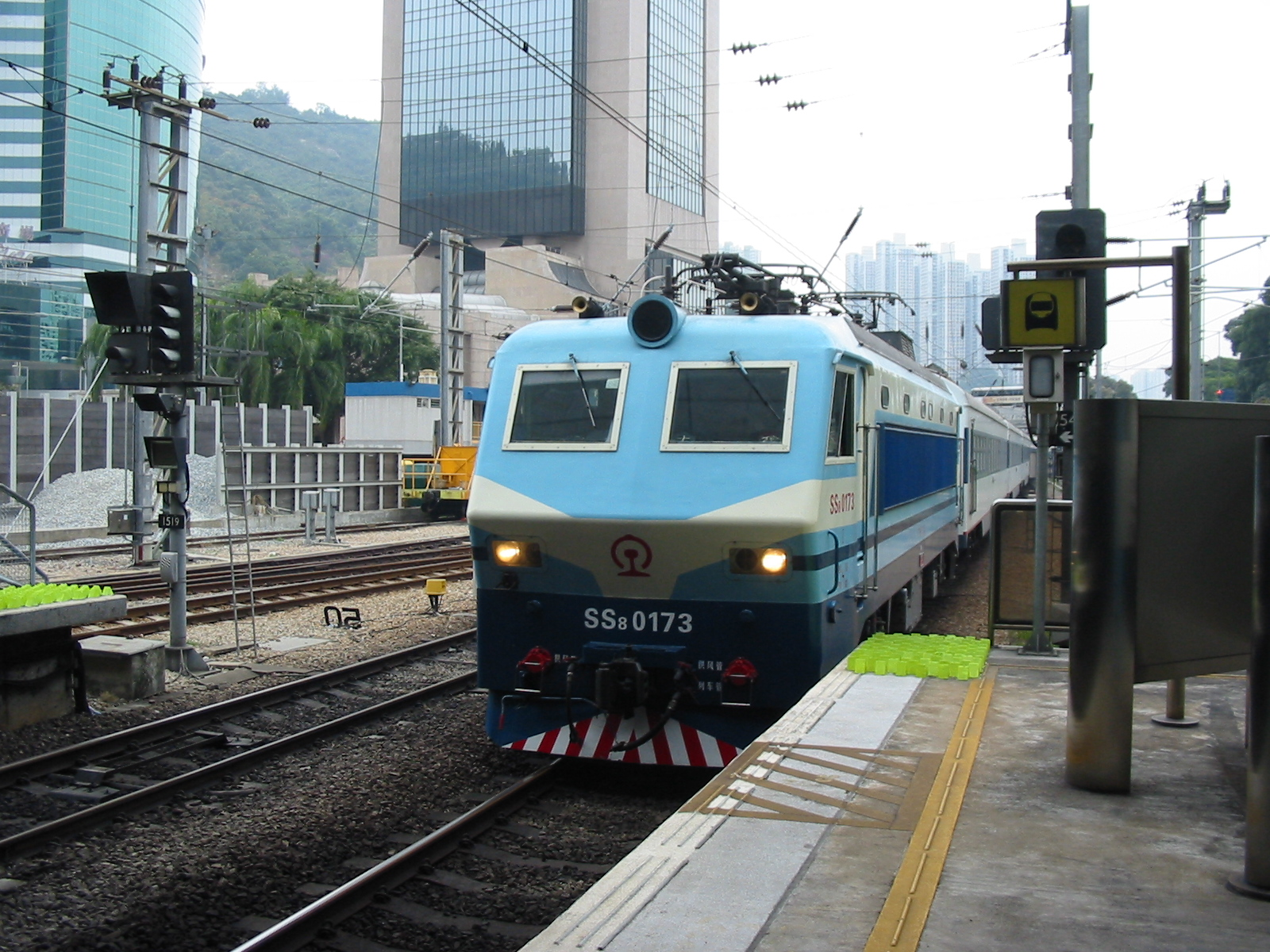
配属广州机务段的韶山8型电力机车第0173号牵引直通车途经沙田站。

韶山8型机车在出厂时均使用TSG3 630/25型单臂受电弓（阿爾斯通技術仿製品），使用粉末冶金滑板及直线形状弓头。随着广深铁路于1998年完成电气化工程，广深铁路股份有限公司也从广州中车租用五輛韶山8型机车（SS8-0063至SS8-0067；該等機車已於2000年5月31日由廣深鐵路買斷，及後產權收歸廣鐵集團，目前已封存但未除籍），配屬深圳機務段，并开始安排韶山8型机车牵引广九直通车进入香港。由於TSG3型受电弓的设计标准、滑板材质等方面，与香港九广铁路公司的九廣東鐵（現港鐵東鐵綫）使用的欧洲标准不同，因此需要进行改造，包括使用曲线形状弓头及碳质材料滑板，其中碳滑板为Ktt Re465机车使用的崇德公司（Schunk）制产品，并由九铁公司为广深公司免费提供。首台改造受电弓于1999年3月装车测试。改装後韶山8型机车曾于1999年至2002年及2004年用于牵引直通车，但九铁方面当时认为TSG3型受电弓即使更换了滑板和弓头，对其接触网的损耗仍然较大。另外，部分使用類似設計集電弓的國鐵機車（如北京鐵路局轄下的DJ1型電力機車），在2004年年初更被發現集電弓出現不同程度的扭曲及斷裂情況。在经过双方协商后，广九直通车即時停止使用韶山8型电力机车，恢复使用東風11型内燃機車牵引。
2000年初，德国斯特曼公司（STEMMANN-TECHNIK）与大同电力机车厂开始进行DSA系列受电弓的合作，由德国引进DSA150、200、250系列受电弓技术、装车运行考验和生产技术准备，2002年11月双方正式达成DSA系列受电弓技术引进的协议。经过国产化的DSA150、DSA200型受电弓采用欧洲标准，具有吸收高频振动的空气弹簧及纯碳滑板，首先于DJ1型（首四台）及韶山7C型电力机车装车运用，并于2005年起开始在韶山8型电力机车推广运用，替换旧有的TSG3型受电弓。
由于DSA系列受电弓能够符合香港東鐵綫的技术要求，韶山8型电力机车也再次获批准进入香港。2008年1月起，为配合京九直通车、沪九直通车改用DC600V直供电25T型客车，两对列车开始改用韶山8型机车负责牵引广州东站—九龙（红磡）站区段。2008年1月3日，时隔多年之后再次进港的第一台电力机车为SS8 0191，当日牵引沪九直通车。至2009年5月14日，韶山8型机车开始牵引广九直通车其中16个车次。從2012年12月23日起，所有直通车介乎广州东站至九龙（红磡）站区段全部由韶山8型機車牽引。自此，所有在港鐵系統內行駛的載客列車（包括直通車），一律以電力驅動。其中，SS8 0191擔當完全電氣化後首列廣九直通車牽引機車，並將最後一列25Z型客車車底（曾於何東樓北廠過夜）以有載客方式回送至廣州。
截至2012年12月，牵引直通车进入香港的韶山8型电力机车计有：SS8-0141、SS8-0148、SS8-0156、SS8-0163、SS8-0166、SS8-0173、SS8-0181、SS8-0186、SS8-0191、SS8-0192，共10部韶山8型电力机车，全部於2000年生產。
广州机务段实行轮乘制，机车运用并不固定，但在運營廣州東至紅磡的直通車路段時（包括在Re465於廣深鐵路上機破時擔當補機），只會使用上述十輛已安裝自動列車警報裝置的機車；而該等機車若在當日並無牽引城際直通車，亦只會用於往返廣州車輛段與深圳站間的普速車底回送。在一般的直通車班次，通常只會安排一輛本型機車牽引；而在接載港區人大政協委員及中港高官往返北京的專列、惡劣天氣（一般是黃色或以上暴雨警告）或緊急情況下（例如預定牽引該直通車班次的機頭出現故障），才會安排雙機重聯（由兩輛本型機車牽引）。另外，本型機車在東鐵線上行駛時，會有一名穿上反光衣的港鐵監察員於羅湖站或紅磡站月台長室登車帶道。

### 主要故障
主电路瞬间接地，是韶山8型机车较常出现的问题之一，其原因为位于机车下方的牵引电动机常受风雨侵蚀，及清洁电刷等日常工作做得不足而导致的。

## 機車配屬
| 机车编号                 | 目前配属                         | 台数 | 備註 |
| ------------------------ | -------------------------------- | ---- | --- |
| SS8 - 0001               | 广铁广段（广州局集团广州机务段） | 1台  | 2024年中，因风管过期，封存在广州机务段，去留未明 |
| SS8 - 0002               | 除籍                             | 1台  | 曾屬廣鐵廣段，2019年除籍后成为韶关机务实训基地展品 |
| SS8 - 0003 ～ SS8 - 0004 | 上局滬段（上海局集團上海机务段） | 2台  | 封存於金山衛西站 |
| SS8 - 0005 ～ 0008       | 除籍                             | 4台  | 曾属郑局郑段，0005於2020年除籍，及後成为郑州铁道职业技术学院教学用车；0006於2017年12月19日除籍，並於2018年7月17日拆解，充当废铁处分；0007-0008於2019年初除籍，亦充当废铁处分                                                            |
| SS8 - 0009               | 郑局郑段（郑州局集团郑州机务段） | 1台  | |
| SS8 - 0010 ～ SS8 - 0011 | 除籍                             | 2台  | 曾属郑局郑段，0010已於2017年12月19日除籍，充当废铁处分；0011於2020年除籍后送往栾川「铁路小镇」景点展示 |
| SS8 - 0012               | 郑局郑段（郑州局集团郑州机务段） | 1台  | |
| SS8 - 0013 ～ SS8 - 0014 | 除籍                             | 2台  | 曾属郑局郑段，已於2017年12月19日除籍，並於2018年7月23日拆解，充当废铁处分 |
| SS8 - 0015 ～ SS8 - 0016 | 郑局郑段（郑州局集团郑州机务段） | 2台  | |
| SS8 - 0017               | 上局沪段（上海局集团上海机务段） | 1台  | |
| SS8 - 0018 ～ SS8 - 0019 | 除籍                             | 2台  | 0018曾屬鄭局鄭段，除籍後充当废铁处分；曾名為「先锋号」，命名由DJF2取代；另0019原屬京局邯段，除籍後亦充当废铁处分 |
| SS8 - 0020               | 郑局郑段（郑州局集团郑州机务段） | 1台  | |
| SS8 - 0021 ～ SS8 - 0023 | 除籍                             | 3台  | 曾属郑局郑段，0022-0023已於2017年12月19日除籍，其中0023於2018年7月23日拆解，充当废铁处分，0021已於2019年初除籍，充当废铁处分 |
| SS8 - 0024 ～ SS8 - 0025 | 郑局郑段（郑州局集团郑州机务段） | 2台  | |
| SS8 - 0026               | 除籍                             | 1台  | 曾属郑局郑段，已於2017年12月19日除籍，並於2018年7月17日拆解，充当废铁处分 |
| SS8 - 0027               | 郑局郑段（郑州局集团郑州机务段） | 1台  | |
| SS8 - 0028               | 除籍                             | 1台  | 曾属郑局郑段，當中0028已於2017年12月19日除籍，並於2018年7月17-8月21日拆解，充当废铁处分 |
| SS8 - 0029 ～ SS8 - 0032 | 郑局郑段（郑州局集团郑州机务段） | 4台  | |
| SS8 - 0033 ～ SS8 - 0035 | 上局沪段（上海局集团上海机务段） | 3台  | |
| SS8 - 0036               | 郑局郑段（郑州局集团郑州机务段） | 1台  | |
| SS8 - 0037               | 除籍                             | 1台  | 曾属郑局郑段，已於2017年12月19日除籍，並於2018年7月17-8月21日拆解，充当废铁处分 |

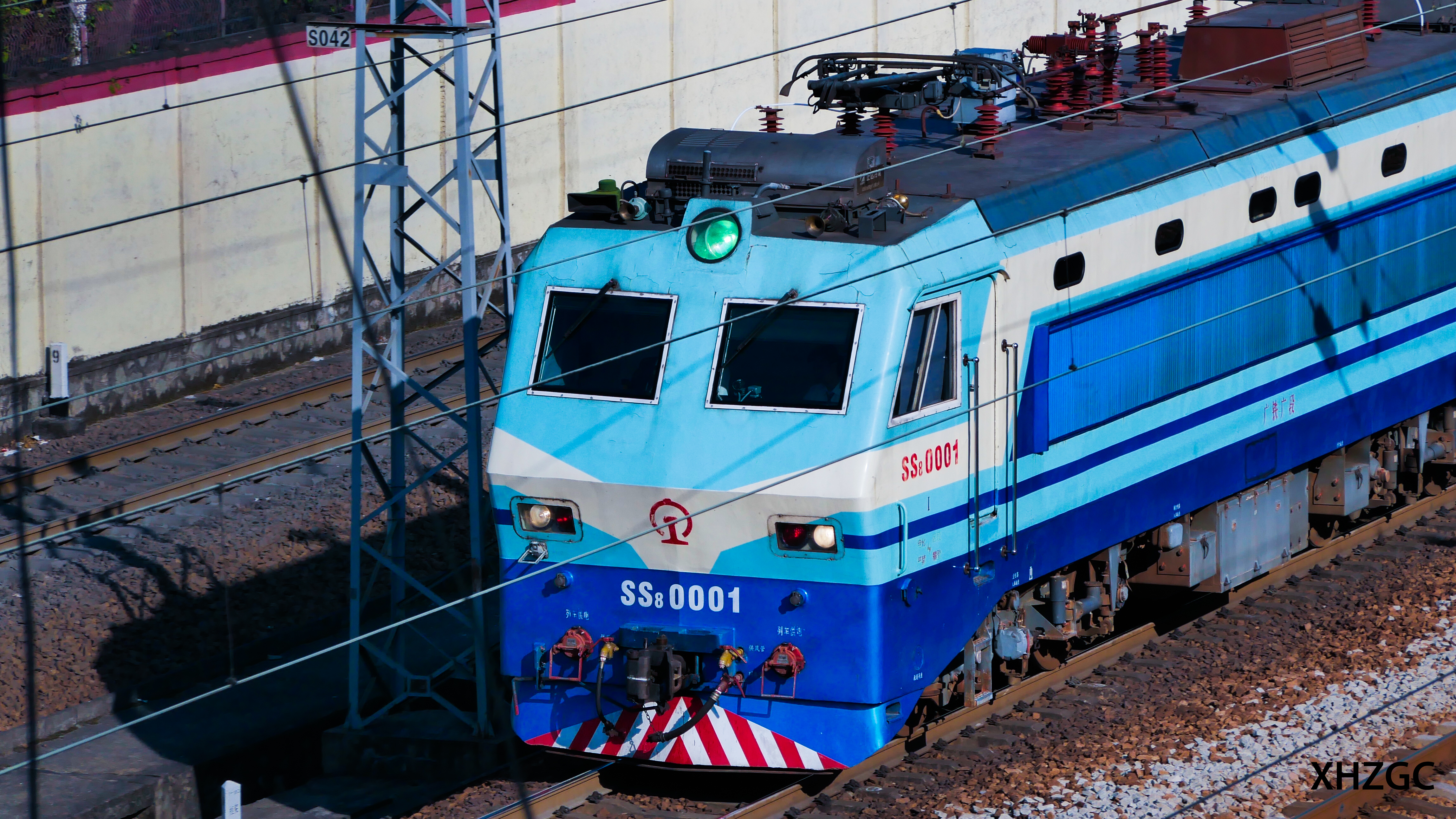
韶山8型0001号电力机车

| SS8 - 0038 ～ SS8 - 0040 | 上局沪段（上海局集团上海机务段） | 3台  | 0039为原「国祥号」，原属北京局集团 0038與0040 於2024年3月26日送往金衛西封存 |
| SS8 - 0041               | 京局京段（北京局集团北京机务段） | 1台  | |
| SS8 - 0042               | 除籍                             | 1台  | 原屬京局邯段，除籍後充当废铁处分 |
| SS8 - 0043               | 郑局郑段（郑州局集团郑州机务段） | 1台  | |
| SS8 - 0044               | 京局邯段（北京局集团邯郸机务段） | 1台  | |
| SS8 - 0045               | 郑局郑段（郑州局集团郑州机务段） | 1台  | |
| SS8 - 0046 ～ SS8 - 0047 | 除籍                             | 2台  | 曾屬上局滬段，於2018年12月中除籍，當中0046由私人整體購入，而0047贈予蘇州電科院作展示 |
| SS8 - 0048               | 京局邯段（北京局集团邯郸机务段） | 1台  | |
| SS8 - 0049 ～ SS8 - 0050 | 南局南段（南昌局集团南昌机务段） | 2台  | 0050被封存 |
| SS8 - 0051               | 京局邯段（北京局集团邯郸机务段） | 1台  | |
| SS8 - 0052               | 上局沪段（上海局集团上海机务段） | 1台  | 於2024年3月26日送往金衛西封存 |
| SS8 - 0053 ～ SS8 - 0054 | 除籍                             | 2台  | 0053曾屬京局邯段，除籍後充當廢鐵處分；0054曾屬南局南段，於2018年尾除籍，充當廢鐵處分；前名「共青团号」，原属北京鐵路局 |
| SS8 - 0055               | 南局南段（南昌局集团南昌机务段） | 1台  | 被封存 |
| SS8 - 0056 ～ SS8 - 0057 | 京局邯段（北京局集团邯郸机务段） | 2台  | |
| SS8 - 0058 ～ SS8 - 0063 | 除籍                             | 6台  | 0058-0059曾屬上局滬段，於2018年12月中除籍，及後由私人整體購入；0060-0062曾屬京局邯段，除籍後充當廢鐵處分；0063曾屬廣州中車及廣鐵廣段，並曾於1999-2004年间进入香港，期間曾用「广深铁路股份有限公司」及其标志作为段标，已於2020年除籍拆解 |
| SS8 - 0064               | 广铁广段（广州局集团广州机务段） | 1台  | 曾属广州中车（由广铁深段支配），並曾於1999-2004年间进入香港；曾用「广深铁路股份有限公司」及其标志作为段标；目前在韶关运用作为储备机车                                                                                                   |
| SS8 - 0065 ～ SS8 - 0067 | 除籍                             | 3台  | 曾屬广州中车及广铁广段，其餘同上；於2019年除籍，内部设备拆除，车壳被私人购买，當中0065在成都某鐵路公園展出 |
| SS8 - 0068               | 上局沪段（上海局集团上海机务段） | 1台  | 於2024年3月26日送往金衛西封存 |
| SS8 - 0069 ～ SS8 - 0070 | 京局邯段（北京局集团邯郸机务段） | 2台  | 0070目前在磁縣运用作为储备机车 |
| SS8 - 0071               | 除籍                             | 1台  | 曾屬京局邯段，除籍後充當廢鐵處分；前名「党员號」，由「共产党员号」HXD3D-1921取代命名 |
| SS8 - 0072               | 京局邯段（北京局集团邯郸机务段） | 1台  | |
| SS8 - 0073               | 京局京段（北京局集团北京机务段） | 1台  | |
| SS8 - 0074               | 京局邯段（北京局集团邯郸机务段） | 1台  | |
| SS8 - 0075 ～ SS8 - 0076 | 广铁广段（广州局集团广州机务段） | 2台  | 目前在韶关运用作为储备机车 |
| SS8 - 0077               | 除籍                             | 1台  | 曾屬京局邯段，除籍後充當廢鐵處分 |
| SS8 - 0078 ～ SS8 - 0079 | 京局京段（北京局集團北京机务段） | 2台  | 0079被封存 |
| SS8 - 0080               | 除籍                             | 1台  | 曾屬京局邯段，除籍後充當廢鐵處分 |
| SS8 - 0081               | 京局京段（北京局集團北京机务段） | 1台  | |
| SS8 - 0082               | 除籍                             | 1台  | 曾屬上局滬段，於2018年12月中除籍，由私人整體購入 |
| SS8 - 0083 ～ SS8 - 0084 | 鄭局鄭段（鄭州局集團鄭州机务段） | 2台  | |
| SS8 - 0085               | 京局京段（北京局集團北京机务段） | 1台  | |
| SS8 - 0086 ～ SS8 - 0087 | 上局沪段（上海局集團上海机务段） | 2台  | 於2024年3月26日一同送往金衛西封存 |
| SS8 - 0088 ～ SS8 - 0103 | 鄭局鄭段（鄭州局集團鄭州机务段） | 16台 | |
| SS8 - 0104               | 京局邯段（北京局集團邯鄲机务段） | 1台  | |
| SS8 - 0105               | 京局京段（北京局集團北京机务段） | 1台  | 被封存 |
| SS8 - 0106               | 除籍                             | 1台  | 曾屬京局邯段，除籍後充當廢鐵處分 |
| SS8 - 0107               | 京局邯段（北京局集團邯鄲机务段） | 1台  | 目前在磁縣运用作为储备机车 |
| SS8 - 0109 ～ SS8 - 0116 | 南局南段（南昌局集團南昌机务段） | 8台  | 0109-0111及0114-0116被封存 |
| SS8 - 0117               | 除籍                             | 1台  | 曾屬南局南段，於2018年尾除籍，充當廢鐵處分；首輛採用圓型頭燈的同款機車 |
| SS8 - 0118 ～ SS8 - 0119 | 京局京段（北京局集團北京机务段） | 2台  | |
| SS8 - 0120               | 广铁广段（广州局集团广州机务段） | 1台  | 广机热备机车，停輪封存 |
| SS8 - 0121 ～ SS8 - 0126 | 京局京段（北京局集團北京机务段） | 6台  | |
| SS8 - 0127 ～ SS8 - 0128 | 鄭局鄭段（鄭州局集團鄭州机务段） | 2台  | 0127為原「國祥號」，原屬北京鐵路局；0128為原「青年文明號」，原屬北京局集团 |
| SS8 - 0129               | 除籍                             | 1台  | 原屬南局南段，於2020年5月27日除籍拆解 |
| SS8 - 0130               | 南局南段（南昌局集團南昌机务段） | 1台  | 被封存 |
| SS8 - 0131 ～ SS8 - 0134 | 广铁長段（广州局集團長沙机务段） | 4台  | 0132 已封存；0134於2021年除籍，及後成为湖南铁路科技职业技术学院教学用车，车号改为0133 |
| SS8 - 0135               | 广铁广段（广州局集团广州机务段） | 1台  | 被封存並拆解 |
| SS8 - 0136               | 广铁長段（广州局集团長沙机务段） | 1台  | |
| SS8 - 0137 ～ SS8 - 0138 | 广铁广段（广州局集团广州机务段） | 2台  | 0137于2023年12月17日拆解；0138為广机热备机车 |
| SS8 - 0139               | 广铁長段（广州局集团長沙机务段） | 1台  | |
| SS8 - 0140 ～ SS8 - 0143 | 广铁广段（广州局集团广州机务段） | 4台  | 0141由2012-2013年起為進港機車，0142封存於三水西站，0141/2/3在2025春運後退役 |
| SS8 - 0144               | 广铁長段（广州局集團長沙机务段） | 1台  | 封存撈刀河 |
| SS8 - 0145 ～ SS8 - 0163 | 广铁广段（广州局集团广州机务段） | 19台 | 0148，0156与0163由2012-2013年起為進港機車；0158及0160被封存；0152於2009年因事故而大修，于2010年初恢复正常运用，於2024年初封存;0151已被拆解 0152 0142 0162 0154 0155 0145 0146封存在三水西或春湾站 0157韶关訓練車                        |
| SS8 - 0164               | 广铁長段（广州局集團長沙机务段） | 1台  | 封存撈刀河 |
| SS8 - 0165 ～ SS8 - 0170 | 广铁广段（广州局集团广州机务段） | 6台  | 0165于2023年12月被拆解；0166由2009年起為進港機車，並命名為「新世紀金龍號」，並於2023年12月送往春灣站封存，2024年8月4日拆解，機車掛牌被廣州鐵路博物館保留存於广州白雲站；0170為零件車，0167 0168 0169已拆解                              |
| SS8 - 0171               | 上局沪段（上海局集團上海机务段） | 1台  | |
| SS8 - 0172               | 鄭局鄭段（鄭州局集團鄭州机务段） | 1台  | |
| SS8 - 0173 ～ SS8 - 0174 | 广铁广段（广州局集团广州机务段） | 2台  | 0173由2008年起為進港機車，目前已退役 0174已拆解 |
| SS8 - 0175               | 上局沪段（上海局集團上海机务段） | 1台  | 現時為熱備機車 |
| SS8 - 0176 ～ SS8 - 0178 | 广铁广段（广州局集团广州机务段） | 3台  | 0176封存三水西 0177已除籍 0178封存春湾 |
| SS8 - 0179               | 上局沪段（上海局集團上海机务段） | 1台  | |
| SS8 - 0180               | 广铁長段（广州局集團長沙机务段） | 1台  | 已封存 |
| SS8 - 0181 ～ SS8 - 0193 | 广铁广段（广州局集团广州机务段） | 13台 | 0181、0186、0191、0192由2008-2013年起為進港機車；0186、0187、0191已被拆解，0182封存春湾站，0185 0188已退役 |
| SS8 - 0194 ～ SS8 - 0196 | 上局沪段（上海局集團上海机务段） | 3台  | 0194於2024年3月26日送往金山衛西站封存 |
| SS8 - 0197               | 鄭局鄭段（鄭州局集團鄭州机务段） | 1台  | |
| SS8 - 0198               | 广铁長段（广州局集团長沙机务段） | 1台  | 已封存 |
| SS8 - 0199               | 除籍                             | 1台  | 曾屬廣鐵株段，已於2009年因事故而報廢 |
| SS8 - 0200 ～ SS8 - 0204 | 上局沪段（上海局集團上海机务段） | 5台  | |
| SS8 - 0205               | 广铁長段（广州局集团長沙机务段） | 1台  | 2024年1月尾於撈刀河封存 |
| SS8 - 0206               | 上局沪段（上海局集團上海机务段） | 1台  | |
| SS8 - 0207 ～ SS8 - 0209 | 广铁長段（广州局集团長沙机务段） | 3台  | 0207 於撈刀河封存 |
| SS8 - 0210               | 上局沪段（上海局集團上海机务段） | 1台  | |
| SS8 - 0211               | 广铁長段（广州局集团長沙机务段） | 1台  | |
| SS8 - 0212               | 上局沪段（上海局集團上海机务段） | 1台  | 現時為熱備機車 |
| SS8 - 0213               | 广铁長段（广州局集团長沙机务段） | 1台  | |
| SS8 - 0214               | 鄭局鄭段（鄭州局集團鄭州机务段） | 1台  | |
| SS8 - 0215 ～ SS8 - 0232 | 广铁長段（广州局集团長沙机务段） | 18台 | 0218 於2024年一月尾於撈刀河拆解；0220已封存 |
| SS8 - 0233               | 上局沪段（上海局集團上海机务段） | 1台  | 於2024年3月26日送往金衛西封存 |
| SS8 - 0234 ～ SS8 - 0243 | 广铁長段（广州局集团長沙机务段） | 10台 | 0234,0237,0238于2024年12月撈刀河封存 |
| SS8 - 2001 ～ SS8 - 2002 | 上局沪段（上海局集團上海机务段） | 2台  | 原屬北京局集团 於2024年3月26日一同送往金山衛西站封存 |

有關可進入東鐵線的機車編號，詳見上文「集電弓與直通車/港鐵完全電氣化」部分。

## 意外事故
- 2009年6月29日，牵引K9017次列车的SS8 0199机车在京广铁路郴州站以南区段与因K9063次列车（由SS8 0152牵引）相撞，两辆机车同告损毀。损毁较严重的SS8 0199事故后报废，SS8 0152经大修后于2010年初恢复正常运用。
- 2016年5月14日，牽引Z801次廣九直通車（往紅磡站方向）的SS8 0192機車在即將通過常平站時，機車發生電力故障，導致列車延誤2個半小時。
- 2019年3月6日，SS8 0173機車在紅磡站調度時發生故障，機車連同25T車底由港鐵G26型柴油機車及G16型柴油機車回送至深圳站；而由該機車擔當本務的Z817/818次廣九直通車則取消。
- 2020年1月1日，連同直通車暫泊過夜的SS8 0173機車在紅磡站發生故障，翌日機車連同25T車底由港鐵ER20型柴油機車回送至羅湖站。

## 车辆保存
- 韶山8型0002号机车，于2019年退役，交付韶关机务实训基地永久收藏
- 韶山8型0005号机车，于2020年退役，交付郑州铁道职业技术学院作教学用车
- 韶山8型0011号机车，于2020年退役，送往栾川「铁路小镇」景点作展示
- 韶山8型0047号机车，于2018年退役，交付苏州电气科技研究院作展示
- 韶山8型0065号机车，于2019年退役，由铁路迷购入后送往成都铁路公园展出
- 韶山8型0076号机车，于2019年退役，在沧州大化工业遗存文化区展出（车号更改为0001）
- 韶山8型0134号机车，于2021年退役，交付湖南铁路科技职业技术学院作教学用车（交付后更改车号为0133）

## 机车命名
多数已命名机车均挂上一个红底金边（图案圆板）的牌号，而配属局牌号则使用仿宋体（早期为平面手漆，后期改为阴刻焗漆；目前已悉数摘除）；而“新世纪金龙号”的小牌号则为蓝底金字金色图案，以6枚拉钉安装于生产商牌号上方，“广铁广段”字样则改漆于牌号右方。
| 机车编号 | 名称                      | 配属                   | 备注 |
| -------- | ------------------------- | ---------------------- | --- |
| SS8-0001 | 创240km/h“中国铁路第一速” | 广州局集团广州机务段   | 纪念牌於2018年7月5日摘除,2024年中，因風管過期，封存在廣州機務段                                             |
| SS8-0018 | 先锋号                    | 郑州铁路局郑州机务段   | 已摘牌，並於2020年初除籍，充當廢鐵處分                                                                      |
| SS8-0039 | 国祥号                    | 北京铁路局石家庄机务段 | 已摘牌，后转配到上海局集團上海机务段                                                                        |
| SS8-0054 | 共青团号                  | 北京铁路局北京机务段   | 已摘牌，后转配到南昌局集團南昌机务段，並於2018年尾除籍，充當廢鐵處分                                        |
| SS8-0071 | 党员号                    | 北京铁路局北京机务段   | 已摘牌，後轉配到北京局集團邯鄲機務段，並於2020年初除籍，充當廢鐵處分                                        |
| SS8-0127 | 国祥号                    | 北京铁路局石家庄机务段 | 已摘牌，后转配到郑州机务段                                                                                  |
| SS8-0128 | 青年文明号                | 郑州铁路局郑州机务段   | 已摘牌 |
| SS8-0166 | 新世纪金龙号              | 广州局集团广州机务段   | 牵引直通车进入香港，于2000年1月1日零时竣工，只有安裝小牌號，于2024年8月4日拆解,機車掛牌被廣州鐵路博物館保留 |

## 参看
- 广深铁路
- 东风11型柴油机车
- 东风11Z型柴油机车
- 东风11G型柴油机车
- 韶山1型电力机车
- 韶山2型电力机车
- 韶山3型电力机车
- 韶山4型电力机车
- 韶山5型电力机车
- 韶山6型电力机车
- 韶山7型电力机车
- 韶山7B型电力机车
- 韶山7C型电力机车
- 韶山7D型电力机车
- 韶山7E型电力机车
- 韶山9型电力机车
- DDJ1型电力动车组
- TM3型动车组电力机车